# Dicranomyia (Dicranomyia) inscita
Dicranomyia (Dicranomyia) inscita is een tweevleugelige uit de familie steltmuggen (Limoniidae). De soort komt voor in het Oriëntaals gebied.